# Nessia burtonii
Nessia burtonii är en ödleart som beskrevs av  Gray 1839. Nessia burtonii ingår i släktet Nessia och familjen skinkar. Inga underarter finns listade i Catalogue of Life.
Arten förekommer i sydvästra Sri Lanka. Den vistas i kulliga regioner och bergstrakter som är minst 650 meter höga. Exemplaren vistas i skogar och de besöker odlingsmark. Nessia burtonii gömmer sig ofta i lövskiktet eller under överhängande klippor.
Beståndet hotas av landskapsförändringar. IUCN listar arten som nära hotad (NT).